# Ионенко, Иван Родионович
Иван Родионович Ионенко — советский хозяйственный, государственный и политический деятель, Герой Социалистического Труда.

## Биография
Родился в 1927 году в Брянской области. Член КПСС.
Участник советско-японской войны в должности прожекториста 384-го запасного стрелкового полка. С 1953 года — на хозяйственной, общественной и политической работе. В 1953—1987 гг. — помощник машиниста, машинист асботрубного производства, машинист трубной машины Воскресенского комбината асбоцементных изделий «Красный строитель» Министерства промышленности строительных материалов РСФСР в Московской области.
Указом Президиума Верховного Совета СССР от 28 июля 1966 года за выдающиеся успехи, достигнутые в выполнении заданий семилетнего плана по развитию промышленности строительных материалов присвоено звание Героя Социалистического Труда с вручением ордена Ленина и золотой медали «Серп и Молот».
Делегат XXV съезда КПСС.
Умер в Воскресенске в 1995 году.